# ピエール＝アンリ・ユゴニオ
ピエール＝アンリ・ユゴニオ（Pierre-Henri Hugoniot、1851年6月5日 - 1887年）は、フランスの発明家、数学者、物理学者。流体力学の分野で大きな成果を残した。
ランキン・ユゴニオの式やユゴニオ弾性限界などは彼の名前にちなんで命名されたものである。

## 経歴
フランス東部のドゥー県生まれ。1872年にエコール・ポリテクニークを卒業後、海軍に入る。
1879年から1882年にかけてロリアン砲兵学校の教員を務め、1882年から1884年にかけて海軍の大砲中央研究所副所長を務めた
1884年1月に大尉に昇進し、4月にはエコール・ポリテクニークの助教授に任命され、イポリット・セベールと共に大砲の発射薬の研究を行った。

## 著作
- Hugoniot (1887) (French). Mémoire sur la propagation du mouvement dans un fluide indéfini. C.R. Acad. Sciences
- Hugoniot (1887), J. Ecole Polytechnique, ed. (French), Sur la propagation du mouvement dans les corps et spécialement dans les gaz parfaits., CLVII, pp. 3–98
- Hugoniot (1889), J. Ecole Polytechnique, ed. (French), Sur la propagation du mouvement dans les corps et spécialement dans les gaz parfaits., CLVIII, pp. 1–126